# Трон: Заветът
Вижте пояснителната страница за други значения на Трон.
„Трон: Заветът“ (на английски: Tron: Legacy) е американски научнофантастичен филм, произведен от Walt Dinsey Pictures, продължение на Трон от 1982 г.
Той е сред първите филми в света, в които се използва много компютърна анимация. Режисьорът на Трон: Заветът Джоузеф Косински е голям почитател на оригиналния филм от 1982 г. За него продукцията е предизвикателство заради огромния успех и множеството номинации и награди, които печели оригиналното заглавие. Трон: Заветът е режисьорски дебют в игралното кино за Косински, докато предишният режисьор, Стивън Лисбъргър, се завръща в него като продуцент. Носителят на Оскар Джеф Бриджис отново е в ролята на Кевин Флин и на Клу, а Брус Бокслайтнър - в ролята на Алън Брадли и на Трон. Гарет Джон Хедлънд играе порасналия син на Кевин Флин - Сам. Останалите герои са: Оливия Уайлд, Бо Гарет и Майкъл Шийн.

## Сюжет
Кевин Флин е директор на голямата софтуерна фирма Енком. Известен е като създател на двете най-продавани компютърни игри в историята на компанията – Tron и Space Paranoids. Когато поема управлението на Енком през 1982 г., той я изстрелва на върха в индустрията. Съпругата му е починала и той се грижи за малкия им син Сам. Всяка вечер Кевин приспива Сам с истории за паралелния свят вътре в компютъра – дигитална реалност, в която клъстерите оживяват под формата на космически кораби и светлинни мотоциклети, за да полетят по свръхбързите си пътища и магистрали.
В поредната си приказка за лека нощ Кевин твърди, че е влизал във виртуалния свят и той се оказал по-красив и опасен, отколкото си го е представял. В него срещнал смел воин на име Трон. Той се борел за потребителите в битки с дискове на величествени арени и побеждавал в състезания с мотори по светлинни ленти. Кевин и Трон заедно създали нова Мрежа за програми и потребители – цял различен свят. Кевин обаче не можел да присъства постоянно заради ангажиментите си в реалността, ето защо създал програмата Клу – свой двойник, способен да разсъждава самостоятелно. Клу, Трон и Кевин изградили операционна система със свободен достъп. Всичко било прекрасно, но неочаквано се появил проблем.
Кевин обещава да продължи разказа си следващата вечер, оставя Сам да заспи, качва се на мотора си, отива в офиса си, включва супермодерен компютър, набира специален код и оттогава се води физически изчезнал. Никой не знае къде е, издирват го без резултат, компанията Енком е пред фалит. Партньорът на Кевин – Алън Брадли е предан докрай и не спира да твърди, че той не е изчезнал, а преследва мечтата си за „дигитална реалност, която ще преобрази човечеството". Членовете на Борда на директорите решават, че е побъркан, отнемат му контрола и го принуждават да се оттегли от компанията.
Бабата и дядото на Сам поемат грижата за него. Минават 20 години, а Енком трескаво се подготвя да пусне новата версия на операционната си система Енком 12. Тя е пълна с бъгове, не съдържа подобрения и е много скъпа. Идеята за безплатно разпространение и достъп е изчезнала с Кевин Флин. Синът му Сам вече е млад програмист. Той е наследник на дела на баща си в компанията и е най-големият ѝ акционер, но не иска да участва в управлението заради принципното си несъгласие с начина, по който се случват нещата. Сам е на мнение, че операционната система на баща му, замислена като свободно достъпна, е открадната и се осребрява от глутница алчни мошеници. Ето защо хаква сървърите на Енком и пуска операционната система по цял свят безплатно.
Когато се прибира в дома си, открива, че там го чака партньорът на баща му – изгоненият от Енком Алън Брадли. Той му казва, че е получил странно съобщение от телефон в стария офис на Флин. Сам отива в офиса, включва компютъра на баща си, въвежда потребителското му име и последната въведена команда. Задейства се мощен лазер, който го телепортира във виртуалния свят. Там го посрещат въоръжените стражи на Мрежата, които го пленяват като нарушител и го водят, заедно с други задържани, да изтърпят наказанието си – участие в Игрите. Другите арестанти отчаяно да се молят направо да ги изтрият. Сам разбира, че е заобиколен от програми и че него също го мислят за програма. Разясняват му правилата на Игрите – ще получи идентификационен диск, а всичко, което прави и учи, ще се записва на него. Ако изгуби диска си или не изпълни команда, ще бъде форматиран.
Единствената цел на всеки играч е да оцелее. На различни платформи започват гладиаторски битки, в които дисковете са основни оръжия. Победителите продължават да се бият с нови противници, победените ги форматират. Въпреки че Сам печели няколко битки, той е неопитен, изплашен е от тези борби на живот и смърт, и се опитва да избяга. Тогава срещу него се изправя майсторът на игрите – Ринцлър. По време на битката Ринцлър забелязва, че Сам кърви, разбира, че той не е програма, а потребител, и спира атаката си. Всички зрители са изумени. Те искат от Сам да се идентифицира като програма, но той обявява на всеослушание, че не е програма, а се нарича Сам Флин.
Организатор на игрите е Клу, виртуалният двойник на баща му в Мрежата. Той разпознава в Сам сина на Кевин Флин и го предизвиква да се състезават със светлинни мотори. Сам губи, обречен е на гибел, но в последния момент изневиделица се появява красива спасителка (Оливия Уайлд в ролята на Куора), която го качва на мотора си и го отвежда на безопасно място извън Мрежата, в „покрайнините на компютъра“. Там се оказва, че от години се укрива неговият баща.
Кевин разказва на Сам какво се е случило – всяка вечер след заспиването на сина си, той влиза във виртуалния свят на Мрежата. Тя се управлява от две програми – Трон, създадена от приятеля му Алън, и неговото изобретение Клу, което има за цел да създаде идеален свят. Изведнъж се случва чудо – от нищото се появяват ISO-та. Изоморфични алгоритми. Наивни и мъдри. Нова форма на живот. Интелект, по-висш от човешкия. Докато Кевин се надява да открие в системата контрол, ред и съвършенство, той осъзнава, че живее в стая от огледала, която ISO-тата разбиват на пух и прах. Възможностите на техния основен код и дигиталното им ДНК подлагат на преосмисляне всяка човешка идея за Вселената. Кевин иска те да бъдат неговия подарък за човечеството.
Клу обаче разпознава ISO-тата като несъвършенства и ги унищожава. Той иска да ликвидира и Кевин, но Трон го спасява, като самият става жертва на Клу. Кевин успява да избяга извън Мрежата, но се оказва, че няма как да се върне в реалния свят, защото след цикъл от 8 часа порталът между двата свята се затваря и може да бъде отворен само отвън. Така остава като изгнаник в периферията на компютъра, докато Клу владее Мрежата. Синът му Сам си дава сметка, че скоро е влязъл отвън, така че имат няколко часа, за да напуснат Мрежата. За да се телепортират обратно обаче, те имат нужда и от ключ – диска на Създателя Кевин.
Пътят назад е свързан с огромна опасност – Клу няма търпение Кевин отново да попадне в обхвата на Мрежата, защото също иска да се добере до диска му, за да излезе с програмите си (стройни редици от опитни войници) извън Мрежата, в реалния свят, където възнамерява да наложи идеален ред. След много приключения и виртуални схватки Сам и Куора (която се оказва единственото, спасено от Кевин, ISO) успяват да достигнат портала и да се понесат към реалността. За целта Кевин, който е пресрещнат от Клу, се жертва – той се „реинтегрира“ с него и това разрушава и двамата.
Оказва се, че след бягството на Кевин от мрежата в покрайнините, Клу е препрограмирал Трон в Ринцлър. След смъртта на Създателя и на неговия двойник, Трон отново осъзнава първоначалната си мисия и поема контрола над Мрежата.
Когато се телепортира обратно в реалния свят, Сам връща Алън на работа в Енком като председател на управителния съвет, качва Куора на мотора си и двамата поемат на пътешествие под лъчите на изгряващото слънце към новото бъдеще.

## Символика и препратки
Докато управлява Енком и преди да попадне в плен на виртуалния свят и да се превърне в жертва на мечтата си за тотален контрол и съвършенство, Кевин държи реч пред акционерите на компанията. В нея той казва, че човечеството е напът да създаде идеалния свят, като превземе виртуалната реалност и отстрани всяко несъвършенство.
Когато държи реч пред своите многомилионни войски от програми, огледалният двойник на Кевин – Клу ги убеждава, че са напът да превземат реалността и да създадат от нея съвършен, идеален свят.
В дигиталната реалност обитателите са програми. Те имат определени функции, които им се задават от началника на Мрежата Клу, а всяко отклонение (бъг) води до наказания и форматиране. Част от програмите вярват, че имат Създател и предназначение – да служат на Потребителите. Други се държат като атеисти и са на мнение, че това са приказки за наивници и не съществуват нито потребители, нито Създател.
В сцената със срещата между баща и син Кевин казва на Сам, че животът във виртуалния свят е променил начина му на мислене – в младостта си, в стремежа към съвършенство, Кевин е създал чудовище, което трябва да бъде унищожено. Той е стигнал до прозрението, че съвършенството е нещо, което вече съществува, но се осъзнава само когато се освободиш от желанието за контрол и приемеш хаоса.
Куора е уникална форма на живот в кибернетичното пространство (ISO). Тя е последният човешки екземпляр, възникнал спонтанно през годините в резултат от съчетаването на двата свята. Алтер егото на Кевин – Клу ликвидира всички останали ISO-та от страх техният потенциал да не съсипе единствената задача на програмата – постигането на съвършенството. Кевин открива, че ДНК-то на Куора е много специално. Тя има потенциала да извърши революционни промени във физическия свят, но само ако кодът ѝ бъде споделян свободно. Тази философия на „отворения код“ се налага и по-рано във филма, когато Сам хаква сървърите на Енком и разпространява последната операционна система на компанията безплатно.
На фона на тези идеи във филма, любопитен факт е, че той е продукция на Disney, които наемат бивши агенти на ФБР, за да се борят с виртуалното пиратство.

## Героите
- Джеф Бриджис в ролята на Кевин Флин.
- Гарет Хедлънд в ролята на сина на Кевин – Сам.
- Оливия Уайлд в ролята на Куора – програма, умел воин и довереница на Кевин Флин в Мрежата.
- Брус Бокслайтнър в ролята на Алън Брадли, близък приятел и бизнес партньор на Кевин Флин.
- Майкъл Шийн в ролята на Кастор, прочута програма в Мрежата.
- Джеймс Фрейн в ролята на Джарвис, дясната ръка на Клу.
- Дафт Пънк в ролята на две MP3 програми.
- Бо Гарет в ролята на Джем, една от Сирените.
- Йайа ДаКоста и Серинда Суон в ролите на другите две Сирени.

## Награди и номинации
| Награда                              | Категория                          | Номиниран(и)                     | Резултат  |
| ------------------------------------ | ---------------------------------- | -------------------------------- | --------- |
| Награди на филмовата академия на САЩ | Най-добър звуков монтаж            | Най-добър звуков монтаж          | номинация |
| Сатурн                               | Най-добри декори                   | Най-добри декори                 | награда   |
| Сатурн                               | Най-добър актьор                   | Джеф Бриджис                     | награда   |
| Сатурн                               | Най-добър научнофантастичен филм   | Най-добър научнофантастичен филм | номинация |
| Сатурн                               | Най-добри специални ефекти         | Най-добри специални ефекти       | номинация |
| Сатурн                               | Най-добри костюми                  | Най-добри костюми                | номинация |
| Сатурн                               | Най-добра музика                   | Дафт Пънк                        | номинация |
| Сатурн                               | Най-добър актьор в поддържаща роля | Гарет Хедлънд                    | номинация |